# Hemithea
Hemithea là một chi bướm đêm thuộc họ Geometridae.

## Các loài
- Hemithea aestivaria (Hübner, 1789)
- Hemithea antigrapha Prout, 1917
- Hemithea aquamarina Hampson, 1895
- Hemithea insularia Guenée, 1857
- Hemithea krakenaria Holloway, 1996
- Hemithea marina (Butler, 1878)
- Hemithea melalopha Prout, 1931
- Hemithea neptunaria Holloway, 1996
- Hemithea nigriparmata Prout, 1935
- Hemithea notospila Prout, 1917
- Hemithea obscurata (Warren, 1896)
- Hemithea ochrolauta (Warren, 1894)
- Hemithea pellucidula (Turner, 1906)
- Hethemia pistasciaria Guenée, 1857
- Hemithea poseidonaria Holloway, 1996
- Hemithea sequestrata (Prout 1917)
- Hemithea subaurata Warren, 1899
- Hemithea subflavida Warren, 1896
- Hemithea tritonaria – (Walker, 1863)
- Hemithea undifera (Walker, 1861)
- Hemithea viridescentaria (Motschulsky, [1861])
- Hemithea wuka (Pagenstecher, 1886)

## Hình ảnh

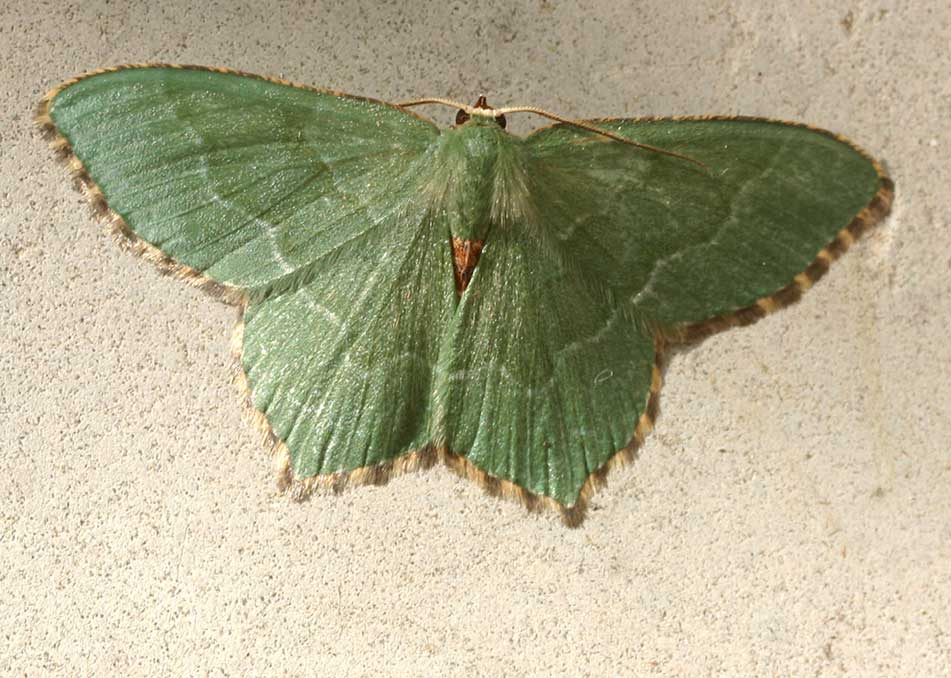